# Słonecznica orężówka
Słonecznica orężówka (Helicoverpa armigera syn. Heliothis armigera) – motyl nocny z rodziny Noctuidae.
WyglądRozpiętość skrzydeł 3-4, bardzo różnorodne ubarwienie skrzydeł (jasnobrązowe, jasnożółte, czerwono-brązowe) pokryte drobnymi paskami. Tylne skrzydła znacznie różniące się od przednich.
PożywienieŻeruje na bawełnie, pomidorach i kukurydzy. Szkodliwy dla upraw.
WystępowanieAfryka, Australia, Azja. Bardzo rzadko w Europie.